# Murray Gold
Murray Gold (Portsmouth, 1969) è un compositore inglese.
Ha composto musiche per film, serie televisive e videogiochi, tra cui: Alien Autopsy, Hoodwinked Too! Hood vs. Evil e Doctor Who.

## Filmografia parziale

### Cinema
- Tripla identità (Miranda), regia di Marc Munden (2002)
- Alien Autopsy, regia di Jonny Campbell (2006)
- Funeral Party (Death at a Funeral), regia di Frank Oz (2007)
- Veronika Decides to Die, regia di Emily Young (2009)
- Hoodwinked Too! Hood vs. Evil - film d'animazione, regia di Mike Disa (2011)

### Televisione
- Queer as Folk - serie TV, 10 episodi (1999-2000)
- Randall & Hopkirk (Randall & Hopkirk (Deceased)) - serie TV, 13 episodi (2000-2001)
- Hawking - film TV, regia di Philip Martin (2004)
- Shameless - serie TV, 136 episodi (2004-2013)
- Casanova - miniserie TV (2005)
- Doctor Who - serie TV, 144 episodi (2005-2017, 2023-in corso)
- Torchwood - serie TV, 18 episodi (2006-2011)
- The Infinite Quest - miniserie TV d'animazione (2007)
- Dreamland (Doctor Who) (Dreamland) - miniserie TV d'animazione (2009)
- Scott & Bailey - serie TV, 8 episodi (2011-2012)
- The Musketeers - serie TV, 10 episodi (2014)
- A Very English Scandal - miniserie TV (2018)
- Years and Years - miniserie TV (2019)
- Gentleman Jack - Nessuna mi ha mai detto di no (Gentleman Jack) - serie TV, 16 episodi (2019-2022)
- It's a Sin - miniserie TV (2021)
- Inseparabili (Dead Ringers) - miniserie TV (2023)

## Premi
- IFMCA - vinto nel 2013 per Doctor Who.[3]